# 디파이언스 (2008년 영화)
《디파이언스》(영어: Defiance)는 2008년에 개봉한 미국 전쟁 영화이다. 네하마 테크 교수가 1993년에 발간한 책 "Defiance: The Bielski Partisans"을 기반으로 실존 인물 투비아 비엘스키와 형제들이 겪은 실화를 다루었다.
비엘스키 형제가 이끈 나리보키 숲 유대인 거주민 공동체는 병원, 보육원, 학교까지 갖추었으며 종전 시 생존자가 1,200여 명에 이르렀다. 형제 중 아소일은 붉은 군대에 들어가 6개월 후 전사했으나 투비아, 주스, 아론은 종전 후 미국으로 이민하였다. 비엘스키 형제가 구한 유대인들 후손은 오늘날 수만 명에 이른다.
폴란드와 벨라루스를 중심으로 역사 왜곡 문제로 논란이 일었다.

## 줄거리
1941년 나치 독일군은 바르바로사 작전을 실시해 소련을 침략하고, 특수작전집단이 소련 내 유대인들을 학살해나간다. 독일 점령군 명령으로 지역 자원군(Schutzmannschaft)이 부모님을 살해하자 투비아 비엘스키는 자원군 대장을 죽여 복수하고, 비엘스키 형제는 나리보키 숲으로 도망하여 유대인 파르티잔 공동체를 만든다. 그러나 이들은 추위, 질병, 굶주림에 시달리고 급기야 일부가 반란 시도까지 벌이는데...

## 출연
- 대니얼 크레이그 - 투비아 비엘스키 역: 삼남.
- 리에브 슈라이버 - 주스 비엘스키 역: 사남.
- 제이미 벨 - 아소일 비엘스키 역: 오남.
- 조지 매카이 - 아론 비엘스키 역: 막내.
- 알렉사 다벌로스 - 릴카 틱틴 역: 투비아의 애정 상대.
- 앨런 코듀너 - 시몬 하레츠 역: 비엘스키 형제의 예전 학교 교사.
- 마크 포이어스틴 - 이삭 말빈 역: 학자.
- 토머스 아라나 - 벤 지온 굴코비츠 역: 파르티잔 지도부 중 하나.
- 야체크 코만 - 콘스탄티 "코시칙" 코즐로프스키 역
- 미아 바시코프스카 - 하야 지엔치엘스키 역: 아소일의 애정 상대.
- 이벤 야일레 - 벨라 역: 주스의 애정 상대.
- 조디 메이 - 타마라 스키델스키 역: 나치 군인에게 강간 당한 비엘스키 형제의 사촌.
- 이도 골드버그 - 이츠하크 슐만 역
- 샘 스프루얼 - 아르카디 루브찬스키 역
- 마크 마골리스 - 유대인 장로 역
- 롤란다스 보라프스키스 - 그라모프 역: 소련 파르티잔 부사령관.
- 마르쿠스 폰링겐 - 독일 친위대 정찰병 역

## 기타
- 수입: 미로비젼

## 우리말 녹음
KBS 성우진 (2010년 6월 5일)
- 이정구 - 투비아(대니얼 크레이그)
- 홍시호 - 주스(리에브 슈라이버)
- 강수진 - 아소일(제이미 벨)
- 온영삼 - 시몬(앨런 코듀너)
- 조동희 - 빅토르(라빌 이샤노프)
- 김준 - 그라모프(롤란다스 보라프스키스)
- 차명화 - 벨라(이벤 야일레)
- 서문석 - 슐만(이도 골드버그)
- 이선 - 릴카(알렉사 다벌로스)
- 김영진 - 아르카디(샘 스프루얼)
- 김승태 - 말빈(마크 포이어스틴)
- 방우호 - 야코프(레오나르다스 포베도노스체바스)
- 이채정 - 하야(미아 바시코프스카)
- 김석환 - 페레츠(마틴 행콕)
- 박희은 - 타마라(조디 메이)

## 같이 보기
- 코니우하흐 학살